# Dave "Squatch" Ward
David "Squatch" Ward (14. januar 1957) er en amerikansk stemmeskuespiller født i Glasgow, Scotland.